# Синеофаа
Синеофаа або Лакшмі Сінгха (асам.: স্বৰ্গদেউ লক্ষ্মী সিংহ) — цар Ахому. Невдовзі після вступу на престол потрапив на кілька місяців у полон до повстанців, після чого був звільнений та відновив свою владу.